# Енисей (станция)
Енисе́й — железнодорожная станция Красноярской железной дороги в городе Красноярске. Расположена на Транссибирской магистрали, в 4103 километрах к востоку от Москвы и в 5 километрах к востоку от станции Красноярск-Пассажирский

## Описание
На станции три платформы. Островная — между главными путями (7 и 8 путями от перрона) — используется пригородными электропоездами, следующими из Красноярска на восток, а также местными пассажирскими поездами. Иногда она принимает электропоезда на Дивногорск. Две другие платформы — островная платформа, расположенная между 1 и 2 путями, и 1-я боковая (у первого пути) — как правило, принимают только электропоезда на Дивногорск. Через станционные пути проходит пешеходный мост. Здание вокзала расположено с южной стороны путей. На станции останавливаются все пригородные электропоезда, в том числе скоростные Красноярск — Иланская и Красноярск — Решоты. Поезда дальнего следования на станции не останавливаются, кроме поездов Красноярск — Карабула и Красноярск — Абакан.
В западной горловине станции имеется ещё один парк, используемый в основном для отстоя грузовых вагонов. От этого парка отходит ветка на Дивногорск.
Станция является достаточно крупным пересадочным узлом с большим пассажиропотоком.